# Rubikon
Rubikon (italijansko Rubicone) je približno 80 km dolga reka v Italiji, ki teče od Apeninov po južnem delu dežele Emilija - Romanja in se izliva v Jadransko morje med krajema Rimini in Cesena. Do leta 1933 je bila znana kot Fiumicino, ko so ga identificirali s starodavno reko Rubikon.
Znana je po tem, da jo je, verjetno 13. januarja po rimskem koledarju, leta 49 pr. n. št. prečkal Julij Cezar in razglasil državljansko vojno. Dva dni za tem se je pričela državljanska vojna med Gnej Pompejem in Julijem Cezarjem. General je moral vojsko razpustiti, preden jo je prečkal, Cezar pa tega ni storil. Ob tem naj bi izrekel slavno frazo Alea iacta est (Kocka je padla).

## Zgodovina
Latinska beseda Rubico izhaja iz pridevnika rubeus, kar pomeni 'rdeč'. Reka je dobila tako ime, ker so njene vode rdeče obarvane zaradi usedlin železa v strugi.
V obdobju Rimske republike je Rubikon označeval mejo med rimsko provinco Cisalpsko Galijo in ožjo Italijo, ki so jo neposredno nadzirali Rim in njegovi socii (zavezniki) na jugu. Na severozahodni strani je mejo označevala reka Arno, veliko širša in pomembnejša vodna pot, ki teče proti zahodu od Apeninskega gorovja (Arno in Rubikon izvirata nedaleč drug od drugega) v Tirensko morje.
Leta 49. pred našim štetjem, morda 10. januarja, je Julij Cezar vodil eno samo legijo, Legio XIII Gemina, južno čez Rubikon iz Cisalpske Galije v Italijo, da bi se prebila v Rim. S tem je namerno kršil zakon, ki omejuje njegovo imperium (oblika oblasti, ki jo je imel državljan za nadzor vojaškega ali vladnega subjekta), zaradi česar je bil oboroženi spopad neizogiben. Svetonij prikazuje Cezarja neodločenega, ko se približuje reki, in prečkanje pripisuje nadnaravni prikazni. Poročali so, da je Cezar večerjal s Salustijem, Hircijem, Gajem Opijem, Lucijem Kornelijem Balbom in Servijem Sulpicijem Rufom v noči po njegovem prehodu.
Po Svetoniju je Cezar ob prečkanju Rubikona izgovoril slavni stavek alea iacta est ('kocka je padla'), kar je pomenilo, da je njegovo dejanje nepovratno. Besedna zveza prestopiti Rubikon se zdaj uporablja za označevanje nepreklicne zavezanosti težkemu dejanju, podobno kot sodobna besedna zveza prehod točke brez vrnitve. Prisotnost Cezarja in njegove legije v Italiji je prisilila Pompeja, konzule in velik del senata, da so pobegnili iz Rima. Cezarjeva zmaga v kasnejši državljanski vojni je zagotovila, da ne bo nikoli kaznovan za svoja dejanja.
Po Cezarjevem prehodu je bil Rubikon pomembna geografska značilnost do okoli leta 42 pr. n. št., ko je Oktavijan združil provinco Cisalpsko Galijo z Italijo in reka ni več bila skrajna severna meja Italije. Odločitev je Rubikon oropala njegovega pomena in ime je postopoma izginilo iz lokalne toponomastike.
Po padcu Zahodnega rimskega cesarstva in v prvih stoletjih srednjega veka je bila obalna nižina med Raveno in Riminijem večkrat poplavljena. Rubikon je, tako kot druge majhne reke v regiji, v tem obdobju pogosto spreminjala svoj tok. Zaradi tega in za oskrbo polj z vodo po oživitvi poljedelstva v poznem srednjem veku so v 14. in 15. stoletju zgradili hidravlične objekte za preprečevanje poplav in za regulacijo potokov. Zaradi tega dela so te reke začele teči v ravnih strugah, kot to počnejo danes.

## Identifikacija
Z oživitvijo zanimanja za topografijo starorimske Italije v 15. stoletju je vprašanje identifikacije Rubikona v sodobni pokrajini postalo tema razprav med renesančnimi humanisti. Da bi podprli trditev Pisciatella, so ob mostu na tej reki postavili lažni napis, ki prepoveduje prehod vojski v imenu rimskega ljudstva in senata, tako imenovani Sanctio. Renesančni humanist Flavio Biondo je bil zaveden s tem; dejanski napis je shranjen v Museo Archeologico v Ceseni. Skozi stoletja je bilo za več rek na jadranski obali med Raveno in Riminijem včasih rečeno, da ustrezajo starodavnemu Rubikonu.
Via Aemilia (sodobna SS 9) še vedno sledi prvotni rimski cesti, saj teče med hribi in ravnino; temu bi bilo očitno slediti, saj je bila to edina večja rimska cesta vzhodno od Apeninov, ki je vodila v Padsko nižino in iz nje. Poskusi, da bi sklepali o prvotni smeri Rubikona, se lahko izvedejo samo s preučevanjem pisnih dokumentov in drugih arheoloških dokazov, kot so rimski miljniki, ki kažejo razdaljo med starodavno reko in najbližjimi rimskimi mesti.
Milja nič rimskih cest, od katere so se štele razdalje, je bila vedno križišče med kardom in dekumanom, dvema glavnima ulicama v vsakem rimskem mestu, ki potekata v smeri sever–jug oziroma vzhod–zahod. V odseku Tabula Peutingeriana, starodavnega dokumenta, ki prikazuje mrežo rimskih cest, je reka v severovzhodni Italiji z oznako fl. Rubicu prikazana na položaju 12 rimskih milj (18 km) severno od Riminija vzdolž obale; to je razdalja med Riminijem in krajem, imenovanim Ad Confluentes, ki je narisan zahodno od Rubikona, na Via Aemilia. Vendar oblika struge, opažena v Pisciatellu in reki Rubicon v današnjem času, precej pod plastmi prsti iz rimske dobe, verjetno kaže, da bi do morebitne spremembe tokov rek lahko prišlo le zelo blizu obale, in zato le rahlo.
Poleg tega so značilnosti današnje reke Rubicon (severno-južni tok, pravokoten na Via Aemilia) in same Via Aemilia (ravnost pred in za križiščem ter zavoj, ki poteka ravno mimo San Giovanni in Compito, ki označuje možno upravno mejo) so običajne za tipične geografsko usmerjene meje rimske dobe, zaradi česar je to namig za dejansko identifikacijo današnje reke Rubikon s Fiumicinom.
Leta 1933 je bil Fiumicino, ki je prečkal mesto Savignano di Romagna (zdaj Savignano sul Rubicone), uradno opredeljen kot nekdanji Rubikon, po večstoletnih prizadevanjih. Trdni dokazi, ki podpirajo to teorijo, so prišli leta 1991, ko so trije italijanski učenjaki (Pignotti, Ravagli in Donati) po primerjavi med Tabulo Peutingeriano in drugimi starodavnimi viri (vključno s Cicerom) pokazali, da je razdalja od Rima do Rubikona  200 rimskih milj. Ključni elementi njihovega dela so:
- Kraj San Giovanni in Compito (danes zahodna četrt Savignana) je treba identificirati s starim Ad Confluentes (compitum pomeni "cestno križišče" in je sinonim za confluentes).
- Razdalja med Ad Confluentes in Rimom po Tabula Peutingeriana je 201 rimska milja.
- Razdalja od današnjega San Giovannija v Compitu in reke Fiumicino je ena rimska milja (1,48 km).

## Danes
Danes ni vidnih, materialnih dokazov o Cezarjevem zgodovinskem prehodu. Savignano sul Rubicone je industrijsko mesto in reka je postala ena najbolj onesnaženih v regiji Emilija - Romanja. Izkoriščanje podzemnih voda vzdolž zgornjega toka Rubikona je zmanjšalo njegov pretok – celo v rimskih časih je bila manjša reka (parvi Rubiconis ad undas, kot je rekel Lucan, »na valove [majhnega] Rubikona«) — in je odtlej izgubil svojo naravno pot, razen v zgornjem toku, med nizkimi in gozdnatimi griči.